# ماکسیمیلین ماف
ماکسیمیلین ماف (انگلیسی: Maximilian Mauff؛ زادهٔ ۳ ژوئیهٔ ۱۹۸۷) هنرپیشه اهل آلمان است.
از فیلم‌ها یا برنامه‌های تلویزیونی که وی در آن نقش داشته‌است می‌توان به موج، کتاب‌خوان، پل جاسوس‌ها، ویکتوریا، و رادیگند اشاره کرد.